# Bronneger
Bronneger is een klein dorp in de gemeente Borger-Odoorn, provincie Drenthe (Nederland). Het ligt ongeveer 18 kilometer ten oosten van Assen.

## Ligging
Bronneger is een esdorp, dat waarschijnlijk in de 13e of 14e eeuw als satellietdorp van Drouwen is ontstaan aan de rand van het beekdal van het Voorste Diep, door de vestiging van een boerenfamilie uit Drouwen die daar onvoldoende bestaansmogelijkheden had. Het dorp wordt in 1381 voor het eerst genoemd.
Bronneger behoorde vroeger tot de marke van Drouwen. Bronneger ligt vlak bij Borger op de oostflank van de Hondsrug. Het landschap rond Bronneger is licht glooiend en heel afwisselend. Een vijftal hunebedden en het natuurreservaat het Drouwenerzand bevinden zich op loopafstand.

## Grootte
Bronneger telde (volgens informatie van de gemeente Borger-Odoorn) op 1 januari 2023 115 inwoners.

## Het Voorste Diep
Het Voorste Diep en Achterste Diep zijn beide bovenlopen van de Hunze. In de omgeving van Bronneger zijn bij het Voorste Diep de restanten van een watermolen gevonden, die door archeologen gedateerd wordt in de 11e of de 12e eeuw.

## Kanaal Buinen-Schoonoord
Een deel van het Voorste Diep is aan het eind van de jaren twintig van de 20e eeuw gekanaliseerd en werd daarmee onderdeel van het kanaal Buinen-Schoonoord. De aanleg van dit kanaal was een kostbare zaak omdat door het hoogteverschil er in een betrekkelijk kort kanaal vijf sluizen moesten worden aangelegd. De aanleg van dit kanaal was in die tijd een werkverschaffingsproject. De foto van het Voorste Diep bij Bronneger toont een gedeelte van het niet-gekanaliseerde deel vlak na de waterinlaat uit het kanaal.

## Noordooster-Lokaalspoorweg
Bij Bronneger bevond zich ook het station "Drouwen" van de Noordooster-Lokaalspoorweg.
Deze spoorweg werd in 1905 aangelegd als onderdeel van het traject Emmen-Stadskanaal. In 1938 werd de personenlijn op dit traject opgeheven. Het stationsgebouw werd in de jaren erna afgebroken. Het goederenvervoer over deze lijn heeft nog tot 1964 plaatsgevonden. Nu herinneren alleen de naam 'Spoorstraat' in Bronneger en de restanten van de oude spoorbrug nog aan deze spoorlijn.

## Hunebedden
In de omgeving van Bronneger bevindt zich een vijftal hunebedden aan de Steenakkersweg. De archeoloog professor Albert Egges van Giffen heeft onderzoek gedaan naar deze hunebedden. Het hunebed D21 is vermoedelijk een van de oudste hunebedden (vermoedelijk van 3400 voor Chr.). Vlak hierbij ligt hunebed D22.
De drie andere hunebedden liggen in de onmiddellijke nabijheid hiervan. Zij zijn bekend onder de naam D23, D24 en D25 en liggen vlak bij elkaar.

## Boeddhistisch klooster
In 1991 heeft Pierre Krul, die zich Dhammawiranatha noemde, als monnik in Bronneger een boeddhistisch klooster gesticht. In 1995 is dit klooster verhuisd naar Makkinga. Krul werd door een aantal van zijn volgelingen beschuldigd van machtsmisbruik.